# Victor Sablé
Victor Sablé, né le 30 novembre 1911 à Fort-de-France (Martinique) et mort le 24 août 1997 à  Nice, est un avocat et un homme politique français. Il est député de la Martinique de 1958 à 1986, sénateur de la Martinique de 1946 à 1948 et député européen de 1979 à 1984. Il est en 1979, le premier martiniquais de l'histoire élu au parlement européen.

## Biographie
Victor Sablé est le porte-parole de la droite martiniquaise dans les instances politiques parisiennes et un farouche adversaire de toute idée d’autonomie ou d’indépendance de la Martinique.
Assimilationniste et départementaliste convaincu, Victor Sablé déclarait :
« C'est ce statut (DOM), malgré ses ambiguïtés et ses imperfections, qui a le mieux assurer la défense des libertés et des droits individuels, grâce à la sécurité des crédits qui nous reviennent par le jeu automatique des mécanismes du budget de l'État et nous a fait profiter des fruits de l'expansion d'une des premières puissances économiques européennes... C'est enfin ce statut qui a pu nous permettre de porter notre jeunesse au plus haut niveau culturel, grâce au prestige d'une langue mondialement parlée et admirée, aux facilités d'accès aux grandes écoles, aux contacts de civilisation et aux carrières ouvertes sur un large éventail de possibilités... C'est la langue française qui nous a élevés des bas-fonds de l'obscurantisme aux lumières de la culture universelle... Les Antilles ne veulent pas suivre le sort du tiers monde, dont elles encouragent le combat contre toutes les formes d'impérialisme, mais elles veulent rester avec la France à l'heure de l'occident. »
Victor Sablé est radical-socialiste puis membre de l'UDF.
À l'Assemblée nationale, il est un défenseur opiniâtre des dossiers concernant la banane antillaise. Victor Sablé, alors qu'il n'a jamais été maire d'une grosse commune, est député du Sud pendant 28 ans.

## Parcours politique
- Député de la Martinique de 1958 à 1986
- Sénateur de la Martinique de 1946 à 1948
- Député européen de 1979 à 1984

## Œuvres
En 1993, alors que depuis longtemps déjà il s’est retiré de la politique, il publie Mémoire d’un Foyalais, aux éditions Maisonneuve et Larose.